# Biblioteca Județeană Timiș „Sorin Titel”
Biblioteca Județeană Timiș „Sorin Titel” este situată în municipiul Timișoara, Piața Libertății nr. 3. Biblioteca se adresează cu servicii gratuite tuturor categoriilor de cititori. Instituția de cultură dispune de un fond de volume uriaș: circa 750.000 de publicații – cărți, periodice, alte documente grafice și audio-vizuale, în limba română și în limbi străine.

## Istoric
Biblioteca Județeană Timiș a fost înființată la 29 octombrie 1904, ca „Biblioteca publică cu caracter științific a orașului Timișoara. În 31 august 2015, prin hotărârea Consiliului Județean Timiș, votată în unanimitate, Biblioteca Județeană Timiș a primit numele lui Sorin Titel, marcând astfel 80 de ani de la nașterea și 30 de ani de la trecerea în eternitate a romancierului originar din Banat.

## Cronologie
- 1815 – Josef Klapka înființează la Timișoara prima bibliotecă publică de împrumut, cu sală de lectură, din Imperiul Habsburgic
- 1870 – în Timișoara funcționează trei biblioteci cu caracter popular, în cartierele Fabric, Iosefin și Elisabetin
- 1873 – se înființează Reuniunea Română de Lectură și se deschide o bibliotecă în Fabric
- 1903 – se înființează, la 30 iunie, o bibliotecă publică cu profil științific, fondul de publicații fiind obținut prin donații de la asociațiile și reuniunile culturale din Timișoara, alături de personalități ale orașului
- 1904 – se inaugurează, la 29 octombrie, Biblioteca Publică cu Caracter Științific a Orașului Timișoara, cu un fond de 27.850 de volume
- 1940 – Biblioteca își mută sediul în str. Voltaire nr. 7
- 1952 – sediul Bibliotecii se mută în Piața Libertății nr. 3
- 1968 – biblioteca își deschide primele filiale
- 2015 – Biblioteca Județeană Timiș primește numele lui Sorin Titel[3]

## Filiale
- Filiala Fabric-Vii (Str. Pomiculturii nr. 10)
- Filiala Mehala (Str. Avram Iancu nr. 6)
- Filiala Ronaț (Str. Războieni nr. 2)
- Filiala Freidorf (Str. Podgoriei nr. 10)
- Filiala Blașcovici (Str. Căpitan Dan nr. 2)
- Filiala Casa Tineretului (Str. Arieș nr. 19)

## Sala de lectură

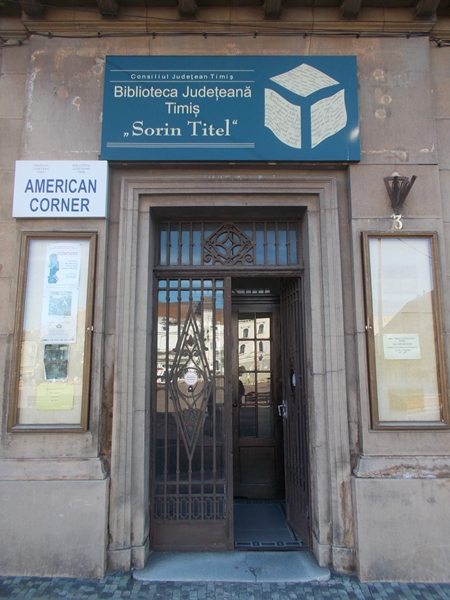
American Corner la BJT "Sorin Titel"

Are o capacitate de 60 de locuri și dispune de un fond cu caracter enciclopedic totalizând aproximativ 270.000 de volume în limbile română, germană, maghiară, sârbă, engleză, franceză și altele. Accesul publicului în sala de lectură este posibil de luni până vineri între orele 9 și 19.

## American Corner
În cadrul Bibliotecii Județene Timiș „Sorin Titel” își desfășoară activitatea American Corner Timișoara, primul centru de acest fel din România, inaugurat în 15 iunie 2005. Centrul are scopul de a informa publicul asupra culturii și civilizației, realităților și valorilor americane prin furnizarea de informații exacte și diverse despre Statele Unite ale Americii. Accesul la materialele din colecții este gratuit.